# Beștepe
Beștepe – wieś w Rumunii, w okręgu Tulcza, w gminie Beștepe. W 2011 roku liczyła 1492 mieszkańców.